# Закария Чичинадзе
Закария Чичинадзе (на грузински: ზაქარია ჭიჭინაძე) е грузински издател, филолог и фолклорист.
Роден е на 8 февруари 1853 година в Тифлис. На 13 години напуска училище, издържа се като работник, започва да публикува в печата статии за историята на грузинската литература. През 1875 година започва да издава книги и открива своя книжарница. Активно разпространява изданията си в цялата страна и отпечатва за пръв път стотици исторически ръкописи, народни легенди и приказки, исторически и биографични книги.
Закария Чичинадзе умира на 27 декември 1931 година.